# Wahlen in Malawi 2019
Die Wahlen in Malawi 2019 fanden am 21. Mai statt. Neben dem Präsidenten wurden die Mitglieder der Nationalversammlung und die Abgeordneten der Regionalvertretungen gewählt. Die letzten Wahlen hatten 2014 stattgefunden. Für die Wahlen war die Malawi Electoral Commission (MEC) verantwortlich. 
Am 3. Februar 2020 wurde das Ergebnis der Präsidentschaftswahl für ungültig erklärt. Es war nach Kenia 2017 das zweite Mal in der afrikanischen Geschichte, dass eine landesweite Wahl aufgrund eines Gerichtsbeschlusses annulliert wurde. Die Wiederholungswahl fand am 23. Juni 2020 statt.

## Registrierung und Wahllokale
6.859.570 Malawier ließen sich für die Wahlen registrieren. Es gab 5002 Wahllokale.

## Präsidentschaftswahl

### Wahlverfahren
Jeder Kandidat tritt gemeinsam mit einem Vizepräsidentschaftskandidaten an. Der Kandidat mit der höchsten Stimmenzahl wird Präsident, das heißt, es gibt keine Stichwahl.

### Kandidaten
| Kandidaten | Kandidaten         | Kandidaten               | Partei                                   |
| Präsident  | Präsident          | Vize-Präsident           | Partei                                   |
| ---------- | ------------------ | ------------------------ | ---------------------------------------- |
|            | Peter Mutharika    | Everton Chimulirenji     | Democratic Progressive Party (DPP)       |
|            | Lazarus Chakwera   | Sidik Mia                | Malawi Congress Party (MCP)              |
|            | Saulos Chilima     | Michael Usi              | United Transformation Movement (UTM)     |
|            | Atupele Muluzi     | Frank Tumpale Mwenifumbo | United Democratic Front (UDF)            |
|            | Peter Kuwani       | Archibald Kalawang'oma   | Mbakuwaku Movement for Development (MMD) |
|            | John Eugenes Chisi | Timothy Watch Kamulete   | Umodzi Party (UP)                        |
|            | Hardwick Kaliya    | Mabvuto Alfred Ng'ona    | Unabhängig                               |

Amtsinhaber Peter Mutharika trat nach fünf Jahren Amtszeit erneut an, ebenso weitere Politiker, die schon an den Wahlen 2014 teilgenommen hatten. Saulos Chilima war Vizepräsident unter Mutharika, trat aber 2018 aus der DPP aus.
Die ehemalige Präsidentin Joyce Banda (People’s Party, PP) zog zwei Monate vor dem Wahltermin ihre Kandidatur zurück. Mutharika hatte 2014 die Wahl mit 36,4 % vor Chakwera, Banda und Muluzi gewonnen.

### Ergebnis
Die Auszählung wurde auf Antrag von Chakwera und Chilima und auf Anordnung des High Court gestoppt, dann aber wieder aufgenommen. Das Ergebnis wurde am 27. Mai verkündet. Mutharika gewann mit rund 38,6 % der Stimmen vor Chakwera mit rund 35,4 % und Chilima mit 20,2 %. Mit Mutharika wurde Vizepräsident Everton Chimulirenji gewählt. Die Vereidigung fand am 28. Mai 2019 in Blantyre statt.
| Kandidaten                          | Parteien                           | Stimmen   | %    |
| ----------------------------------- | ---------------------------------- | --------- | ---- |
| Peter Mutharika                     | Democratic Progressive Party       | 1.940.709 | 38,6 |
| Lazarus Chakwera                    | Malawi Congress Party              | 1.781.740 | 35,4 |
| Saulos Chilima                      | United Transformation Movement     | 1.018.369 | 20,2 |
| Atupele Muluzi                      | United Democratic Front            | 235.164   | 4,7  |
| Peter Kuwani                        | Mbakuwaku Movement for Development | 20.369    | 0,4  |
| John Eugenes Chisi                  | Umodzi Party                       | 19.187    | 0,4  |
| Hardwick Kaliya                     | Unabhängig                         | 15.726    | 0,3  |
| Gesamt                              | Gesamt                             | 5.031.264 | 100  |
|                                     |                                    |           |      |
| Ungültige Stimmen                   | Ungültige Stimmen                  | 74.719    | 1,5  |
| Wähler                              | Wähler                             | 5.105.983 | 74,4 |
| Wahlberechtigte                     | Wahlberechtigte                    | 6.859.570 |      |
|                                     |                                    |           |      |
| Quelle: Malawi Electoral Commission |                                    |           |      |

## Wahl zur Nationalversammlung

### Wahlverfahren und Ausgangslage
Die 193 Angeordneten der National Assembly werden nach dem Mehrheitswahlrecht in ebenso vielen Wahlkreisen ermittelt.
2014 hatte die DPP 51 Sitze erhalten, die MCP 48, die PP 26, die UDF 14, die Alliance for Democracy (Aford) und Chipani cha Pfuko je 1 und Unabhängige 52 Mandate.

### Ergebnis
Das Ergebnis der Parlamentswahl wurde am 25. Mai verkündet. Die DPP erreichte 62 Sitze, die MCP 55. Die UDF fiel auf zehn Mandate zurück, die PP auf fünf. Das UTM erreichte vier Sitze, Aford einen. 55 Sitze gingen an Unabhängige. Ein Sitz blieb wegen eines verstorbenen Kandidaten vorerst unbesetzt.
| Listen                                                          | Stimmen   | %    | Mandate |
| --------------------------------------------------------------- | --------- | ---- | ------- |
| Democratic Progressive Party                                    | 1.293.797 | 26,0 | 62      |
| Malawi Congress Party                                           | 1.108.735 | 22,3 | 55      |
| United Transformation Movement                                  | 491.845   | 9,9  | 4       |
| United Democratic Front                                         | 227.335   | 4,6  | 10      |
| People’s Party                                                  | 121.072   | 2,4  | 5       |
| Alliance for Democracy                                          | 24.212    | 0,5  | 1       |
| Sonstige                                                        | 40.209    | 0,8  | –       |
| Unabhängige                                                     | 1.660.569 | 33,4 | 55      |
| Vakante Mandate                                                 | –         | –    | 1       |
| Gesamt                                                          | 4.967.774 | 100  | 193     |
|                                                                 |           |      |         |
| Ungültige Stimmen                                               | 103.174   | 2,0  |         |
| Wähler                                                          | 5.070.948 | 73,9 |         |
| Wahlberechtigte                                                 | 6.859.570 |      |         |
|                                                                 |           |      |         |
| Quelle: Malawi Electoral Commission (Ergebnis nach Wahlkreisen) |           |      |         |

## Wahlen zu den Regionalvertretungen

### Wahlverfahren und Ausgangslage
Bei den Wahlen zu den Regionalvertretungen hatte es 2014 summiert die folgenden Mandate gegeben:
DPP 165, MCP 131, PP 65, UDF 57, Chipano cha Pfuko 2, Alliance for Democracy und National Salvation Front je 1 und Unabhängige 35, bei fünf Sitzen war der Inhaber unklar.

## Folgen
Vom 4. bis 6. Juni protestierten zahlreiche Anhänger der Opposition gegen das Ergebnis der Präsidentschaftswahl, das sie für gefälscht hielten. Am 6. Juni löste die Polizei die Kundgebungen mit Tränengas auf. Die unterlegenen Kandidaten Chakwera und Chilima klagten gegen das Ergebnis. Im August gab es weitere gewalttätige Proteste, die auch in den folgenden Monaten anhielten.
Am 3. Februar 2020 erklärte das Verfassungsgericht das Ergebnis der Präsidentschaftswahl für ungültig und ordnete eine neue Abstimmung binnen 150 Tagen an. Als Begründung wurden schwere Unregelmäßigkeiten, etwa die „signifikante“ Anwendung von Korrekturflüssigkeit, genannt. Die Neuwahl soll anders als die ungültige Wahl in einer Stichwahl entscheiden werden, wenn kein Kandidat die absolute Mehrheit erhalten hat. Mutharika und die Wahlkommission legten gegen die Entscheidung vor dem Supreme Court of Appeal Widerspruch ein. Das Verfassungsgericht hielt seine Entscheidung nach einer Verhandlung am 12. Februar aufrecht. Ein hochrangiges Mitglied der Wahlkommission bestätigte indes einige gravierende Vorwürfe gegen die Auszählung. Die Legislaturperiode von Parlament und Regionalvertretungen wurde verlängert, so dass 2025 die nächsten Wahlen gemeinsam stattfinden können.
Die Wiederholungswahl wurde anfangs auf den 19. Mai 2020 festgesetzt. Bis dahin soll die mögliche Stichwahl im Wahlrecht verankert sein. Mutharika weigerte sich jedoch, das vom Parlament beschlossene Gesetz zu unterschreiben, da es nicht verfassungsmäßig sei.
Im März 2020 entließ Präsident Mutharika den Kommandeur der Streitkräfte, General Vincent Nundwe, weil er Demonstrationen gegen das Ergebnis der Präsidentschaftswahl zugelassen hatte.
Im Vorfeld der geplanten Wahl schlossen sich am 19. März sieben Oppositionsparteien unter Führung von MCP, UTM und PP zum Wahlbündnis Tonse Alliance zusammen. Präsidentschaftskandidat ist Chakwera, Vizepräsident soll Chilima werden. Als Wahltermin bestimmte die Wahlkommission nunmehr den 2. Juli 2020. Mutharika ernannte Anfang Mai seinen vormaligen Gegenkandidaten Atupele Muluzi als seinen neuen Vizepräsidentschaftskandidaten. Kurz darauf urteilte der Supreme Court of Appeal, dass die Annullierung der Präsidentschaftswahl rechtmäßig gewesen sei. Außerdem ordnete er an, dass bei der Wiederholungswahl nur Kandidaten antreten dürfen, die 2019 schon zur Wahl gestanden hatten.
Die Wiederholung der Wahl fand schließlich am 23. Juni 2020 statt. Dabei erlangte Chakwera im ersten Durchgang die absolute Mehrheit.